# ترخيص التمريض
ترخيص التمريض عملية يتم من خلالها تنظيم مزاولة مهنة التمريض. الغرض الأساسي من ترخيص التمريض هو منح الإذن بممارسة المهنة كممرض بعد التحقق من أن مقدم الطلب قد استوفى الحد الأدنى من الكفاءات بأمان أداء أنشطة التمريض في نطاق ممارسة المهنة. الترخيص ضروري عندما يتعرض الممرض لأنشطة معقدة تتطلب معرفة متخصصة ومهارة واتخاذ قرارات مستقلة.
ترخيص التمريض يضمن أيضا:
- عدم مزاولة مهنة التمريض إلا من قبل الأفراد الذين لديهم ترخيص صادر من قبل الهيئة التنظيمية.
- حماية العنوان: فقط الأشخاص الذين لديهم ترخيص قانوني يسمح لهم باستخدام بعض العناوين مثل ممرض مسجل، وممرض ممارس، إلخ.
- من أجل ضمان أن الجمهور محمي بسلطة ممنوحة من هيئة تنظيمية واتخاذ إجراءات تأديبية في حال انتهك الممرض المرخص للقانون أو لأي قاعدة من القواعد الصادرة عن الهيئة التنظيمية.

ترخيص التمريض أيضا استحدث (سجل الممرضين المرخصين)، وأدى بالتالي إلى ظهور مصطلح «ممرض مرخص» أو «ممرض مسجل».
بدأ فكرة ترخيص التمريض وبرنامج التسجيل في عام 1901 في نيوزيلندا عندما صدر قانون بهذا الخصوص. أول قوانين الترخيص في الولايات المتحدة جاء في 1903. في الولايات المتحدة، يجب على المتقدمين اجتياز اختبار ترخيص المجلس الوطني قبل منح الترخيص.